# 加列拉公爵阿爾瓦羅·德·奧爾良
阿爾瓦羅·安東尼奧·費蘭度·卡洛斯·費利佩·德·奧爾良·伊·薩克森-科堡-哥達（西班牙語：Álvaro Antonio Fernando Carlos Felipe de Orleans y Sajonia-Coburgo-Gotha；1910年4月20日—1997年8月20日），是歐洲貴族、第6代加列拉公爵。
他逝世時，由於長子阿隆索已於1975年以34之齡去世，故加列拉公爵爵位由他的兒子；阿爾瓦羅的長孫阿方索繼承。